# Christ air
Il Christ air è un trick aerial dello skateboard. Si tratta di una manovra eseguita ottenendo il cosiddetto air, cioè mandando la tavola in aria, facendo sì che nessuna delle quattro ruote sia a contatto con la rampa, e afferrandola con la mano tramite un grab. Il Christ air è un trick dello skateboard vert.

## Caratteristiche
Per eseguire un Christ air, lo skater effettua un aerial lasciando la rampa con tutte e quattro le ruote dello skateboard. Dopodiché utilizza la mano per afferrare la tavola, allungando nel contempo braccia e gambe fino ad assumere una posizione simile a quella della figura del Cristo in croce. Questa posa può essere mantenuta per poco tempo, poiché lo skater deve riposizionare i suoi arti in modo tale da riallineare la tavola ai piedi, rendendo possibile così l'atterraggio sulla rampa.

## Storia
Il Christ air fu inventato negli anni ottanta da Christian Hosoi. Ispirandosi agli no-footed aerial (i.e. aerial eseguiti con i piedi del tutto rimossi dalla tavola) dei suoi colleghi – Monty Nolder, Tony Magnusson e Steve Caballero – Hosoi decise di creare un nuovo trick. Poiché il suo soprannome era "Christ", egli pensò che, se avesse assunto la forma di un crocifisso allungando braccia e gambe durante un aerial, avrebbe eseguito in tutti i sensi un "Christ air". Nonostante questa nomenclatura sia stata definita "blasfema", l'intenzione di Hosoi non era provocatoria. Nel 2004, uscito dal carcere, Hosoi si avvicinò al cristianesimo; in un'intervista del 2016, egli menzionò il suo trick, notando l'ironia dietro al fatto che avesse ideato il Christ air anni prima della sua conversione.
Dopo Christian Hosoi, l'esecutore più rinomato del Christ air è lo skater professionista danese Rune Glifberg. Una delle sue mosse distintive nel videogioco Tony Hawk's Skateboarding è, infatti, il Christ air. Tra gli altri skater professionisti ad aver eseguito questo aerial vi sono Danny Way e Bucky Lasek.